# Alejandra Llaneza
Alejandra Llaneza (Ciudad de México, 31 de mayo de 1988) es una golfista mexicana. Forma parte de la delegación mexicana en los Juegos Olímpicos de Río de Janeiro 2016. Juega profesionamente en la Ladies Professional Golf Association (LPGA).
Inició en la práctica del golf dado que su padre fue jugador y lo acompañaba desde pequeña a practicar y a torneos internacionales. Su primer torneo fue a los ocho años de edad. Formó parte del equipo de golf de la Universidad de Arizona, con el fin de llevar su carrera amateur a profesional.

## Carrera deportiva
Como golfista amateur consiguió cinco victorias en el Campeonato Nacional Juvenil de México, otra en la Copa de las Américas, y el tercer lugar en el Campeonato Mundial juvenil Callaway. Fue considerada como Jugadora del Año en la Gira Juvenil de Texas.  Su primera participación como golfista profesional fue en 2011 en el Catus Tour. En 2012 fue la mejor mexicana en el Symetra Tour.